# La Pilona
La Pilona és una superfície de ciment i ferros, davant mateix de la costa de Malgrat de Mar, a aproximadament 400 metres de la platja. Són les restes de la darrera torre que feia arribar el ferro de les mines de Can Gelat i de Can Palomeres als vaixells ancorats. De fet, n'existien dues més, a terra, que a través d'unes vagonetes fixes a un cable transportaven el ferro. Amb l'exhauriment d'ambdós jaciments fou desmuntada tota la infraestructura, quedant-ne només la "Pilona". Amb el temps ha esdevingut uns dels símbols de Malgrat.